# Tetramorium kakamega
Tetramorium kakamega (лат.) — вид муравьёв рода Tetramorium из подсемейства Myrmicinae (Formicidae).

## Распространение
Восточная Африка: Кения.

## Описание
Мелкие земляные муравьи; длина рабочих около 3 мм. От близких видов (Tetramorium muralti, Tetramorium akengense) отличается наличием метанотальной бороздки, вдавленным спереди клипеусом, блестящим телом, тёмной окраской, длинными и острыми проподеальными шипиками, постпетиоль в профиль сверху округлый и низкий, постпетиоль немного шире петиоля. Длина головы рабочих (HL) 0,67—0,72 мм, ширина головы (HW) 0,65—0,67 мм. Основная окраска тела буровато-чёрная. Верхняя часть груди со сглаженной скульптурой, гладкая. Передний край наличника  с вдавленным переднем краем. Обладают глубокими усиковыми бороздками и сглаженной гладкой верхней частью головы. Усики рабочих и самок 11-члениковые. Петиоль чешуевидный в профиль с высоким узелком (примерно в 3 раза выше длины, сверху поперечный и эллиптический). Усиковые бороздки хорошо развиты, длинные. Боковые части клипеуса килевидно приподняты около места прикрепления усиков. Жвалы широкотреугольные с зубчатым жевательным краем. Стебелёк между грудкой и брюшком состоит из двух члеников: петиолюса и постпетиолюса (последний четко отделен от брюшка), жало развито, куколки голые (без кокона). Заднегрудка с 2 острымим проподеальными шипиками. Брюшко гладкое и блестящее. Гнездятся в земле.

## Таксономия
Включён в комплекс видов Tetramorium muralti species complex в составе видовой группы Tetramorium weitzeckeri. Вид был впервые описан в 2010 году американскими мирмекологами Франциско Хита-Гарсиа (Francisco Hita Garcia), Брайаном Фишером (Brian L. Fisher; Entomology, California Academy of Sciences, Сан-Франциско, Калифорния, США) и М. Петерсом (Бонн, Германия). Видовое название дано по месту обнаружения (Kakamega Forest, западная Кения).